# Mama (film fra 2013)
Mama er en spansk-canadisk gyser fra 2013 instrueret af Andrés Muschietti (krediteret på skærmen som Andy Muschietti) og stjernespækket med Jessica Chastain og Nikolaj Coster-Waldau. Filmen er produceret af J. Miles Dale og Bárbara Muschietti med Guillermo del Toro som executive producer, og er baseret på den argentinske Muschiettis Mamá, en spansksproget kortfilm af samme navn fra 2008, som fangede del Toros opmærksomhed.

## Handling
I starten af finanskrisen i 2008 dræber en fortvivlet mand, Jeffrey, sin forretningspartner og sin fraseparerede kone, før han tager sine børn - treårige Victoria og ét-årige Lilly - væk fra hjemmet. Jeffrey kører faretruende hurtigt på en snedækket vej, bilen glider af vejen, ned ad bjerget og lander i skoven. Jeffrey overlever og tager børnene med ind i en forladt hytte og tænder op i kaminen. Han planlægger at dræbe sine døtre og begå selvmord, han holder en pistol mod Victorias hoved, men en mystiske skyggefigur slæber ham væk og brækker hans hals. Victoria vender sig om, men kan ikke se, hvad der foregår fordihendes briller tidligere er blevet taget af hendes far for at hun ikke skulle se han havde en pistol. Pigerne kryber sammen ved kaminen og den mystiske figur kaster et kirsebær over til dem.
Fem år senere finder et redningshold, sponsoreret af Jeffreys bror Lucas, Victoria og Lilly i live, men beskidte, halvnøgene og dyriske i deres adfærd. Pigerne bliver placeret på en klinik og får psykiatrisk pleje af Dr. Gerald Dreyfuss. De taler om ”Mama", en moderlig beskytter figur. Da Lucas forsøger at kommunikere med pigerne, er de i første omgang fjendtlige, men Victoria genkender ham efter at han giver hende et par briller, og hun kan se ham ordentligt. Dreyfuss accepterer at støtte Lucas og hans kæreste Annabel i en værgesag mod pigernes moders grandtante Jean. Til gengæld skal de flytte ind i et klinikejet hus og tillade Dreyfuss at fortsætte med at have kontakt til Victoria og Lilly til forskningsformål. Til sidst dør lilly sammen med "mamma"

## Rolleliste
- Jessica Chastain som Annabel Moore
- Nikolaj Coster-Waldau som Lucas Desange / Jeffrey Desange
- Megan Charpentier som Victoria Desange
  - Morgan McGarry som ung Victoria
- Isabelle Nélisse som Lilly Desange
  - Maya og Sierra Dawe som ung Lilly
- Daniel Kash som Dr. Gerald Dreyfuss
- Javier Botet som Mama
- Jane Moffat som Jean Podolski / stemme af Mama
- Laura Guiteras som stemme af Mama
- Melina Matthews som stemme af Mama
- David Fox som Burnsie
- Julia Chantrey som Nina
- Elva Mai Hoover som Sekretær
- Dominic Cuzzocrea som Ron
- Diane Gordon som Louise
- Hannah Cheesman som smukke Mama (Edith Brennan) / Skinny Woman

## Eksterne Henvisninger
- Mama på Internet Movie Database (engelsk)
- Mama på Filmdatabasen
- Mama på Scope
- Mama i Svensk Filmdatabas (svensk)
- Mama på AlloCiné (fransk)
- Mama på MovieMeter (nederlandsk)
- Mama på AllMovie (engelsk)
- Mama på Turner Classic Movies (engelsk)
- Mama på The Movie Database (engelsk)
- Mama på Rotten Tomatoes (engelsk)

| Gyserfilm | Spire Denne gyserfilm-artikel er en spire som bør udbygges. Du er velkommen til at hjælpe Wikipedia ved at udvide den. |